# José Águas
José Pinto de Carvalho Santos Águas (Luanda, 9 november 1930 – Lissabon, 10 december 2000) was een Portugees voetballer. Águas maakte furore bij Benfica, waarmee hij in 1961 en 1962 als aanvoerder de Europacup I won. Daarnaast stond Águas bekend als een trefzekere spits. In twaalf van zijn dertien seizoenen bij Benfica scoorde hij nooit minder dan 18 competitiedoelpunten. Uiteindelijk kwam hij tot 379 optredens voor de club waarin hij 377 keer scoorde. Alleen Eusébio scoorde meer doelpunten (473) voor Benfica.
Águas was de vader van de Portugese oud-international Rui Águas, die eveneens vele successen vierde met Benfica, en de zangeres Lena D'Água, die voornamelijk in de jaren 80 carrière maakte.

## Carrière

### Lusitano Lobito
José Águas werd geboren in de kustplaats Luanda, gelegen in Portugees-West-Afrika, het huidige Angola. Als snel verhuisde hij echter naar Lobito. Águas kwam uit een blanke familie en was opgeleid tot grootwildjager. Daarnaast voetbalde hij bij het lokale Lusitano Lobito. Bij die club werd Águas in 1950 opgemerkt door Maurício Vieira de Brito, clubpresident van Benfica. Benfica hield een tournee door Afrika en speelde daarbij vriendschappelijke wedstrijden tegen lokale clubs. Águas had in het duel tussen Lusitano Lobito en Benfica slechts voor de lol meegespeeld maar kreeg na afloop meteen een contract aangeboden.

### Benfica
Bij Benfica zou Águas uitgroeien tot een icoon. Al in het seizoen 1951/52 kroonde hij zich tot topscorer van de Portugese competitie met 28 doelpunten. Deze prestatie zou hij nog viermaal herhalen. Zijn status op nationaal niveau nam tot 1960 nog grotere vormen aan door het binnenhalen van twee landstitels en zes Portugese bekers. Op internationaal niveau had Benfica tot op dat moment slechts een marginale rol gespeeld. Dit veranderde echter toen de club in 1960/61 voor de tweede maal deelnam aan de Europacup I. Voorafgaand aan het toernooi behoorde Benfica niet tot de favorieten. Toch bereikten de relatief onbekende Portugezen uiteindelijk de finale, na de vroegtijdige uitschakeling van onder meer Real Madrid, Juventus en Stade Reims. In de finale trof Benfica het Spaanse FC Barcelona, dat gold als de torenhoge favoriet. De Spaanse club had vijfvoudig winnaar Real Madrid in de tweede ronde verslagen, was landskampioen geworden in 1959 en 1960 en had in beide seizoenen tevens beslag gelegd op de Jaarbeursstedenbeker. Daarnaast hadden de Catalanen de Ballon d'Or-winnaar van 1960, Luis Suárez, in huis en internationale grootheden, waaronder het Hongaarse aanvalstrio László Kubala, Sándor Kocsis, Zoltán Czibor en de Braziliaanse spits Evaristo. Tegen de verwachtingen in bleek Benfica echter de bovenliggende partij tijdens de finale in het Wankdorfstadion. Door een gelijkmaker van Águas (1-1), een eigen doelpunt van doelman Ramallets (2-1) en het winnende doelpunt van Coluna (3-2), werd Benfica de tweede club in de geschiedenis die de Europacup I won.
Door de winst van de Europacup I mocht Benfica in 1961 strijden om de Wereldbeker tegen het Uruguayaanse Peñarol. Het eerste duel werd met 1-0 gewonnen door een doelpunt van Coluna. In de return verloor Benfica met 5-0. In het beslissende derde duel scoorde Peñarol tweemaal en dit bleek voldoende voor de overwinning.
In 1962 bereikte Benfica wederom de Europacup I-finale. Ditmaal was het Real Madrid van Di Stéfano, Puskás en Gento de tegenstander. Real Madrid nam tijdens de finale in het Olympisch Stadion in Amsterdam de leiding en stond bij de rust met 3-2 voor, na een hattrick van Puskás. Trainer Guttmann zag echter dat niet Puskás de meest gevaarlijke speler aan Madrileense kant was maar Di Stéfano. Hij besloot daarom Cavém na de rust mandekking te laten spelen op de Argentijn. Dit bleek een meesterzet. Benfica verhoogde het tempo en zes minuten na de wedstrijdhervatting trok Coluna de score gelijk. Een klein kwartier later kreeg Benfica een penalty en kon het voor de eerste maal op voorsprong komen. Eusébio mocht de strafschop nemen en de spits faalde niet vanaf elf meter. Drie minuten later scoorde Eusébio zijn tweede van de avond en bepaalde hij de eindstand op 5-3 in het voordeel van Benfica.
Het daaropvolgende seizoen kreeg Águas te maken met vormverlies waardoor hij zijn basisplaats verloor. Tot ongenoegen van de fans zette trainer Riera de routinier terug naar het tweede elftal. José Augusto Torres werd zijn vervanger. Hoewel niemand verwachtte dat dit het definitieve afscheid van Águas betekende, maakte de spits enkele maanden later voor 400.000 schilling de overstap naar Austria Wien. Vlak voor zijn naderende vertrek ging de derde opeenvolgende Europacup I-finale nog aan de neus van Águas voorbij vanwege een blessure. Benfica wist zijn titel overigens niet te prolongeren. Tegenstander AC Milan was met 2-1 te sterk.

### Austria Wien
Nadat Águas op 5 september 1963 zijn laatste wedstrijd voor Benfica had gespeeld, arriveerde hij een dag later in Wenen om zijn contract te ondertekenen. Austria Wien betaalde zijn afkoopsom in twee delen. De eerste 150.000 schilling ontving Águas ineens. Het tweede deel ter grootte van 250.000 ontving hij pas bij zijn afscheidswedstrijd tegen Benfica in 1965 (3-3). Op dat moment speelde Águas echter al niet meer voor Austria. De trefzekere spits van weleer had niet weten te overtuigen in Wenen. Vanwege de tegenvallende prestaties had de club zelfs oud-trainer Guttmann nog laten invliegen om te onderzoeken wat Águas mankeerde. Uiteindelijk speelde de spits maar zeven wedstrijden voor de hoofdstedelingen waarin hij tweemaal het net vond (in de 6-3 zege op SVS Linz). In de zomer van 1964 beëindigde Águas zijn spelerscarrière en ging hij aan de slag als trainer.

### Portugees elftal
Águas debuteerde op 23 november 1952 voor het Portugese elftal tegen Oostenrijk (1-1). Tijdens zijn interlandloopbaan speelde Águas 25 interlands voor het Portugese elftal waarin hij 11 doelpunten scoorde. In die periode wist Portugal zich niet te kwalificeren voor een eindtoernooi. Zijn laatste optreden voor het nationale elftal vond plaats op 17 mei 1962 tegen België (1-2 nederlaag).

## Erelijst
Met Benfica:
- Primeira Divisão: 1954/55, 1956/57, 1959/60, 1960/61 en 1962/63
- Taça de Portugal: 1950/51, 1965/52, 1952/53, 1954/55, 1956/57, 1958/59 en 1961/62
- Europacup I: 1960/61 en 1961/62

Individuele prijzen:
- Topscorer Primeira Divisão: 1951/52 (28 goals), 1955/56 (28 goals), 1956/57 (30 goals), 1958/59 (26 goals), 1960/61 (27 goals)
- Topscorer Europacup I: 1960/61 (11 goals)